# Palazzo delle Papesse

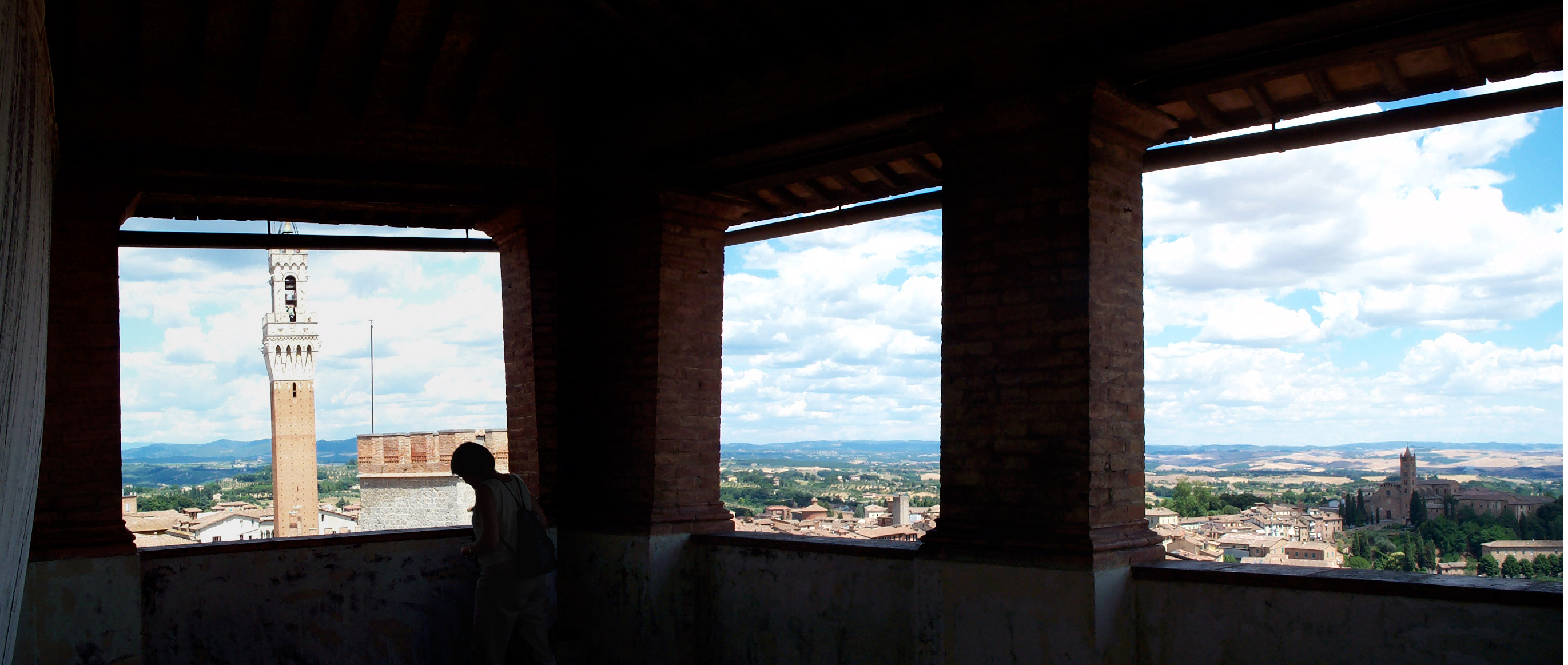
Aussicht von der Höhe des Palazzo

Der Palazzo Piccolomini-delle Papesse in Siena, via di Città 126, ist ein historischer Palast der Adelsfamilie Piccolomini und hat von 1998 bis 2008 ein Zentrum für Gegenwartskunst beherbergt.

## Geschichte

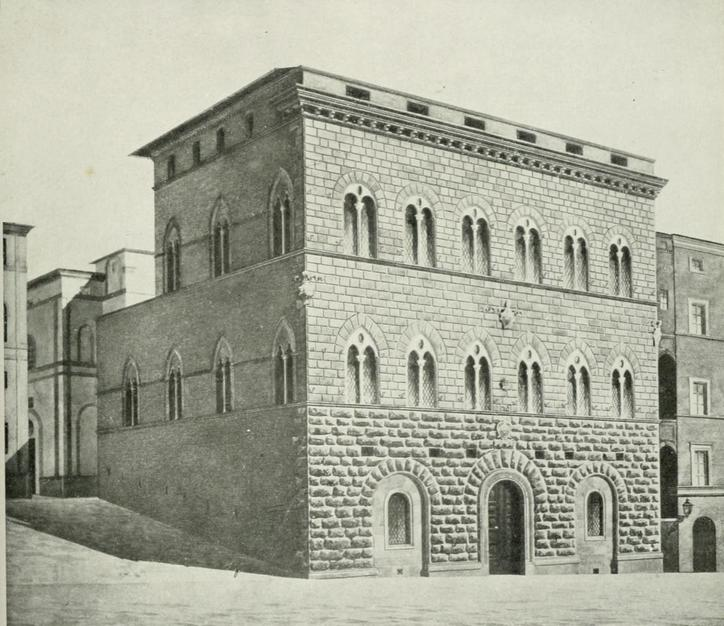
Palazzo Piccolomini delle Papesse (Zeichnung)

Der Palast geht auf die Schwester von Papst Pius II., Caterina Piccolomini (daher die Bezeichnung delle Papesse) zurück, die ihn ab 1460 im Stadtzentrum vermutlich nach einer Planung des Architekten Bernardo Rossellino bauen ließ. Zum Abschluss kam er um 1495 mit der Hilfe von Antonio Federighi und Urbano da Cortona. Im Innern gibt es auch einen Hof, dessen Kapitelle sicherlich vom Bildhauer Lorenzo di Mariano aus den Jahren 1509–1510 stammen.
Galileo Galilei war vom 9. Juli bis Dezember 1633 Gast des Erzbischofs von Siena Ascanio II. Piccolomini. Der zugestandene Hausarrest ersetzte eine Haftstrafe, zu der er in Rom verurteilt worden war. Er machte Mondbeobachtungen vom Dach des Palasts.

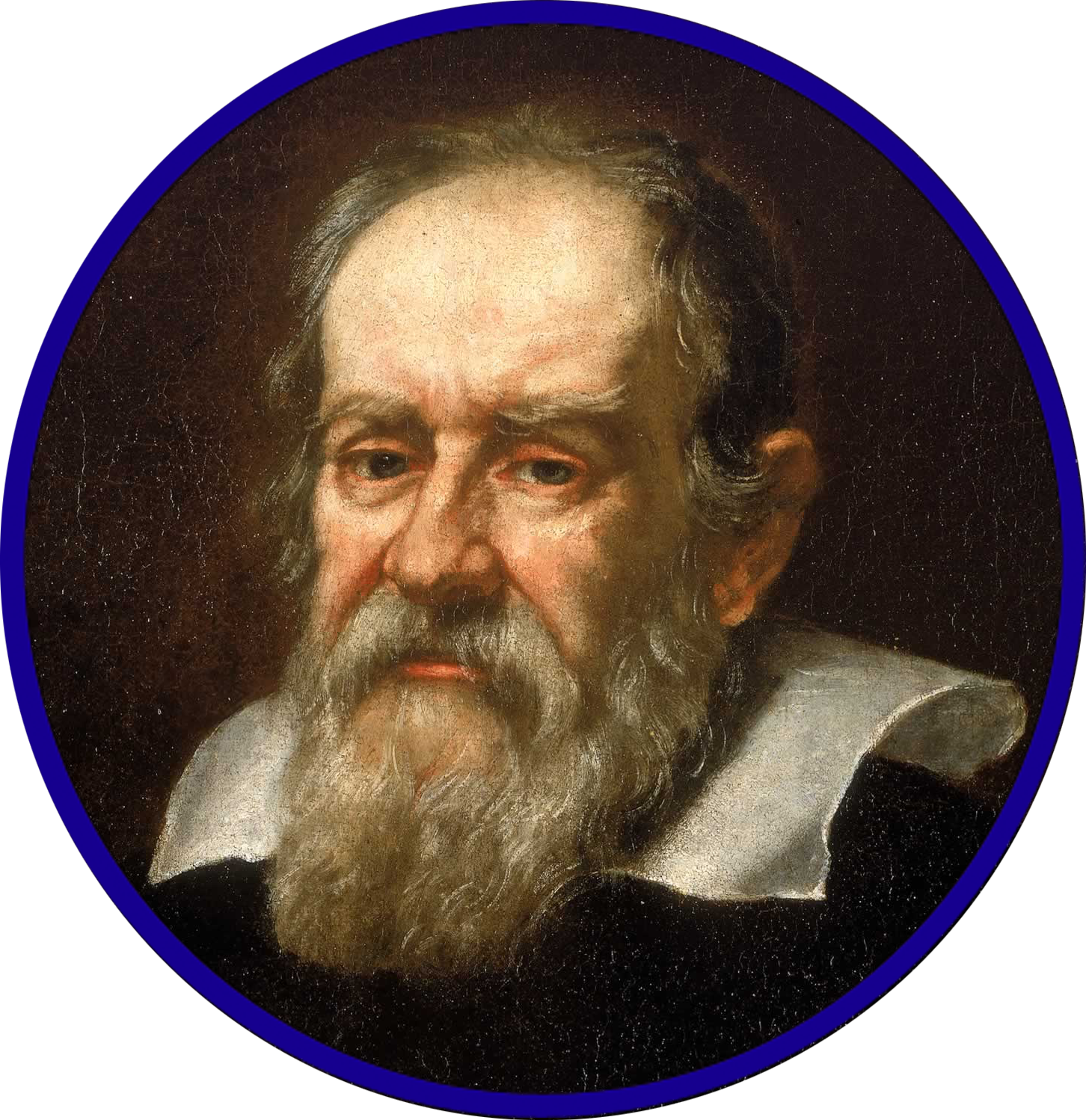
Galileo Galilei von Ottavio Leoni

Etwa um 1600 starb der das Haus besitzende Zweig der Familie Piccolomini aus, doch hatte Pius II. eine Consorteria Piccolomini geschaffen, um die verschiedenen Zweige der Familie zu vereinen (wie die Piccolomini Todeschini, Piccolomini Clementini, Piccolomini Pieri, Bandini Piccolomini und andere). Die Consorteria entschied den Palast an Convitto Tolomei zu übergeben.
Der Palazzo ging im 19. Jahrhundert an den Staat über, der eigene Büros aufmachte. 1864 wurde er  von Augusto Corbi mit schweren Eingriffen restauriert, um die originale Dekoration wiederherzustellen. Seit 1884 gehörte er der Banca d’Italia. Aus dieser Zeit stammen die Neorenaissance-Dekorationen des ersten Stocks.
Nach erneuter Restauration wurde 1998  im Palazzo ein Centro d’Arte Contemporanea eröffnet, das 2008 wieder schloss. Das Zentrum zeigte bis 2008 Ausstellungen und war Teil von TRA ART – Rete Toscana di Arte Contemporanea.

## Beschreibung
Der Palazzo gibt ein Beispiel der Renaissance-Architektur der Florentiner Art, die sich leicht in die mittelalterliche Umgebung einfügte. Die Fassade zeigt eine Steinwand (Travertin), rustikal im Erdgeschoss und in den oberen Stockwerken mit zwei Reihen doppelter Sprossenfenster versehen.

## Einzelbelege
1. ↑  Autori Vari: Donne di potere nel Rinascimento. Viella Libreria Editrice, 2016, ISBN 978-88-6728-701-7 (google.de [abgerufen am 1. Januar 2023]).
2. ↑  Palazzo Piccolomini e delle Papesse | by Siena OnLine. Abgerufen am 1. Januar 2023 (italienisch).
3. ↑  James Reston Jr.: Galileo: A Life, 2005, Beard Books, ISBN 978-1-58798-251-4.
4. ↑  Redazione: Palazzo delle Papesse vendesi. 14. Juni 2011, abgerufen am 1. Januar 2023 (italienisch).

Koordinaten: 43° 19′ 1,1″ N, 11° 19′ 50,1″ O